# Lucas Thwala
Lucas Thwala, född 19 oktober 1981 i Nelspruit, Mpumalanga, är en sydafrikansk fotbollsspelare (försvarare) som spelar för SuperSport United FC i Premier Soccer League och det sydafrikanska landslaget.